# Ulkedonken
Ulkedonken is de naam van een natuurgebied langs de Buulder Aa in de Nederlandse provincie Noord-Brabant, gelegen tussen Leenderstrijp en Maarheeze. De oppervlakte van het reservaat bedraagt 27 ha.
Het gebied, dat aangewezen is als natte natuurparel, bestaat uit moeras, hooiland, grasland, vochtige heide en broekbos met els, es en wilgen. Aan de westkant bevindt zich droog bosgebied. Van de rijke plantengroei van de hooilanden is weinig meer terug te vinden, slechts hier en daar vindt men holpijp en waterviolier. Het gebied is van belang voor diverse soorten vogels, amfibieën en vleermuizen. In de Buulder Aa komt het bermpje voor.
De Buulder Aa, die sterk gekanaliseerd was, wordt weer in natuurlijke staat gebracht en de waterkwaliteit wordt verbeterd, waartoe ook de waterzuiveringsinstallatie, die zich onmiddellijk ten zuiden van het gebied bevindt en op de Buulder Aa loost, wordt aangepast. Door dit alles moet de waarde van het natuurgebied weer toenemen.
Door Ulkendonken lopen enkele wandelpaden.